# Bronhitis
Bronhitis je upala bronha (velikih i srednjih dišnih putova) u plućima, koja uzrokuje kašalj. Simptomi uključuju: iskašljavanje sputuma, otežano disanje i bol u prsima. Bronhitis može biti akutan i kroničan.
Akutni bronhitis obično prati kašalj koji traje oko tri tjedna, a poznat je i kao prehlada prsiju. U više od 90% slučajeva uzrok je virusna infekcija. Ti se virusi mogu širiti zrakom kad ljudi kašlju ili izravnim kontaktom. Mali broj slučajeva uzrokovan je bakterijskom infekcijom kao što je Mycoplasma pneumoniae ili Bordetella pertussis. Čimbenici rizika uključuju izloženost duhanskom dimu, prašini i drugom onečišćenju zraka. Liječenje akutnog bronhitisa obično uključuje mirovanje, paracetamol (acetaminofen) i nesteroidne protuupalne lijekove (NSAID) za pomoć kod vrućice.
Kronični bronhitis definira se kao produktivan kašalj - onaj koji proizvodi ispljuvak - koji traje tri mjeseca ili više tijekom najmanje dvije godine. Većina ljudi s kroničnim bronhitisom imaju kroničnu opstruktivnu plućnu bolest (KOPB). Pušenje je najčešći uzrok, dok drugi čimbenici poput onečišćenja zraka i genetike igraju manju ulogu. Tretmani uključuju prestanak pušenja, rehabilitaciju i često udisanje bronhodilatatora i steroida. Neki ljudi mogu imati koristi od dugotrajne terapije kisikom.
Akutni bronhitis jedna je od najčešćih bolesti. Oko 5% odraslih je pogođeno, a oko 6% djece ima barem jednom godišnje. Akutni bronhitis najčešći je tip bronhitisa. U SAD-u je 2016. godine 8,6 milijuna ljudi imalo dijagnosticiran kronični bronhitis.